# ماريا سافينوفا
 ماريا سيرجيفنا سافينوفا  ( الروسية : Мария Сергеевна Савинова ; من مواليد 13 أغسطس 1985 في تشيليابينسك) عداءة روسية  متخصصة في سباق 800 متر، و حاملة الميدالية الذهبية في دورة الألعاب الأولمبية لندن 2012 في سباق في 800 متر في زمن قدره 
(1:58.64) ، و صاحبة الميدلية الذهبية في بطولة العالم لألعاب القوى 2011 في ديغو ، كوريا الجنوبية .

## وصلات خارجية
- ماريا سافينوفا على موقع الاتحاد الدولي لألعاب القوى (الإنجليزية)
- ماريا سافينوفا على موقع الاتحاد الأوروبي لألعاب القوى (الإنجليزية)
- ماريا سافينوفا على موقع الدوري الماسي (الإنجليزية)
- ماريا سافينوفا على موقع اللجنة الأولمبية الدولية (الإنجليزية)
- ماريا سافينوفا على موقع أوليمبيديا (الإنجليزية)